# Gina Kehr
Gina Kehr (* 17. September 1969 in Mission Hills) ist eine ehemalige US-amerikanische Triathletin.

## Werdegang
1995 startete sie bei ihrem ersten Triathlon und seit 1998 war Kehr als Profi-Athletin aktiv.
2004 erklärte sie ihre Profikarriere nach einem Radunfall mit schweren Armverletzungen für beendet – sie kehrte aber nach drei Jahren und der Geburt ihrer Tochter  wieder erfolgreich ins Renngeschehen zurück.
2010 beendete sie ihre Profi-Laufbahn und startete eine Tätigkeit als Trainerin im Stanford Triathlon Team.

## Sportliche Erfolge
| Datum/Jahr    | Rang | Wettbewerb               | Austragungsort          | Zeit     | Bemerkung                                                                        |
| ------------- | ---- | ------------------------ | ----------------------- | -------- | -------------------------------------------------------------------------------- |
| 23. Aug. 2009 | 2    | Ironman 70.3 Philippines | Camarines Sur           | 04:26:11 | zweiter Rang hinter der Kanadierin Lisa Bentley                                  |
| 26. Juli 2009 | 7    | Vineman Ironman 70.3     | Sonoma County           |          |                                                                                  |
| 2. Aug. 2008  | 1    | Steelhead Ironman 70.3   | Benton Harbor, Michigan | 04:04:09 | Das Rennen musste ohne die Schwimmdistanz als Duathlon ausgetragen werden.       |
| 31. Mai 2008  | 9    | Ironman 70.3 Hawaii      | Hawaii                  | 09:37:06 | [ 3 ]                                                                            |
| 1. Mai 2001   | 3    | Wildflower Triathlon     | Lake San Antonio        |          | auf der olympischen Distanz (1,5 km Schwimmen, 40 km Radfahren und 10 km Laufen) |

| Datum/Jahr    | Rang | Wettbewerb            | Austragungsort | Zeit     | Bemerkung                           |
| ------------- | ---- | --------------------- | -------------- | -------- | ----------------------------------- |
| 22. Nov. 2009 | 4    | Ironman Arizona       | Tempe          | 09:21:11 |                                     |
| 10. Okt. 2009 | DSQ  | Ironman Hawaii        | Hawaii         | –        | Disqualifikation auf der Radstrecke |
| 11. Okt. 2008 | 9    | Ironman Hawaii        | Hawaii         | 09:37:06 |                                     |
| 21. Okt. 2006 | 4    | Ironman Hawaii        | Hawaii         | 09:27:24 | [ 4 ]                               |
| 2006          | 6    | Ironman Coeur d’Alene | Idaho          | 10:04:04 |                                     |
| 18. Okt. 2003 | 7    | Ironman Hawaii        | Hawaii         | 09:36:11 |                                     |
| 18. Okt. 2003 | 2    | Ironman USA           | Lake Placid    | 09:55:18 |                                     |
| 19. Okt. 2002 | 11   | Ironman Hawaii        | Hawaii         | 09:46:20 |                                     |
| 2002          | 2    | Ironman France        | Nizza          | 10:17:23 |                                     |
| 6. Okt. 2001  | 8    | Ironman Hawaii        | Hawaii         | 09:57:36 |                                     |
| 2001          | 2    | Ironman Europe        | Roth           | 09:27:26 |                                     |
| 14. Okt. 2000 | 10   | Ironman Hawaii        | Hawaii         | 10:00:36 |                                     |
| 23. Okt. 1999 | 11   | Ironman Hawaii        | Hawaii         | 09:46:00 |                                     |

(DNF – Did Not Finish; DSQ – Disqualifikation)